# Franz de Paula Triesnecker
Franz de Paula Triesnecker (2 de abril de 1745 – 29 de enero de 1817) fue un astrónomo jesuita austriaco.

## Semblanza
Triesnecker nació en Mallon, Kirchberg, Austria. A los 16 años ingresó en la Compañía de Jesús.
Estudió filosofía en Viena y matemáticas en Tyrnau, más tarde ejercería como maestro. Debido a la represión de los jesuitas en 1773 se trasladó a Graz para completar sus estudios de teología. Después de su ordenación, se convirtió en ayudante de dirección en el observatorio de Viena. En 1792 sucedió a Maximilian Hell como director, permaneciendo en el cargo durante el resto de su vida.
Durante su carrera publicó una serie de tratados de astronomía y geografía. Gran parte de su trabajo estuvo dedicado a las efemérides de Viena.
Hizo una serie de mediciones de los cuerpos celestes, los cuales fueron publicados a partir de 1787 hasta 1806.

## Eponimia
- El cráter lunar Triesnecker lleva este nombre en su memoria.[1]
- Una red de grietas próxima al cráter (Rimae Triesnecker) también lleva su nombre.